# Mahaska
Mahaska és una ciutat dels Estats Units a l'estat de Kansas. Segons el cens del 2000 tenia 107 habitants.

## Demografia
Segons el cens del 2000, Mahaska tenia 107 habitants, 39 habitatges, i 31 famílies. La densitat de població era de 165,3 habitants/km².
Dels 39 habitatges en un 38,5% hi vivien nens de menys de 18 anys, en un 64,1% hi vivien parelles casades, en un 12,8% dones solteres, i en un 20,5% no eren unitats familiars. En el 17,9% dels habitatges hi vivien persones soles el 7,7% de les quals corresponia a persones de 65 anys o més que vivien soles. El nombre mitjà de persones vivint en cada habitatge era de 2,74 i el nombre mitjà de persones que vivien en cada família era de 3,03.
Per edats la població es repartia de la següent manera: un 31,8% tenia menys de 18 anys, un 7,5% entre 18 i 24, un 26,2% entre 25 i 44, un 23,4% de 45 a 60 i un 11,2% 65 anys o més.
L'edat mediana era de 34 anys. Per cada 100 dones de 18 o més anys hi havia 97,3 homes.
La renda mediana per habitatge era de 24.375 $ i la renda mediana per família de 26.250 $. Els homes tenien una renda mediana de 20.000 $ mentre que les dones 19.583 $. La renda per capita de la població era de 13.162 $. Entorn del 19,2% de les famílies i el 21,6% de la població estaven per davall del llindar de pobresa.

## Poblacions més properes
El següent diagrama mostra les poblacions més properes.